# David Moyes
David Moyes, OBE (* 25. April 1963 in Bearsden) ist ein schottischer Fußballtrainer und ehemaliger -spieler.

## Spielerlaufbahn
Moyes war während seiner Spielerkarriere nach seiner Jugendzeit bei Celtic Glasgow stets unterhalb der jeweiligen obersten Liga aktiv und spielte dabei für die Vereine Cambridge United, Bristol City, Shrewsbury Town, Dunfermline Athletic, Hamilton Academical und zuletzt für Preston North End, wo er 1998 seine Karriere auch beendete.

## Trainerlaufbahn

### Preston North End
Moyes kehrte 1998 nach Preston zurück, um dort seinen Vorgänger Gary Peters in der drittklassigen Second Division als Trainer zu beerben. Zuvor hatte er bereits zum Abschluss seiner Spielerkarriere Erfahrungen als Trainerassistent sammeln können und wurde später auch für die Assistentenstelle von Alex Ferguson bei Manchester United gehandelt, die dann 1999 an Steve McClaren vergeben wurde.
Er führte Preston in der Saison 1999/2000 zum Gewinn der Drittligameisterschaft und zum Aufstieg in die zweitklassige First Division und konnte im darauf folgenden Jahr fast den direkten Durchmarsch in die höchste englische Spielklasse realisieren, als er mit der Mannschaft überraschend auf dem vierten Tabellenplatz landete und somit an den Play-off-Spielen teilnehmen konnte. Dort verlor Preston im Finale mit 0:3 gegen die Bolton Wanderers und verpasste damit die erste Teilnahme Prestons an der obersten Spielklasse seit 40 Jahren.

### FC Everton
Nach einer nahezu weiteren kompletten Saison bei Preston wurde er im März 2002 vom FC Everton als Nachfolger von Walter Smith verpflichtet, wobei er zuvor bereits für das Traineramt bei Manchester City, den FC Southampton und West Ham United im Gespräch gewesen war. Der FC Everton hatte in der Saison 2001/02 noch in der unteren Tabellenhälfte gekriselt und konnte die Saison schließlich nur auf dem 15. Tabellenplatz abschließen. Die darauffolgende Spielzeit bedeutete jedoch einen Wendepunkt und Moyes führte den Verein auf den siebten Platz. Moyes erarbeitete sich dadurch einen guten Ruf bei den Anhängern im heimischen Goodison Park und bestätigte damit seine Vorhersage vor seinem Engagement, den FC Everton – den er aufgrund der Erfolge in der Vergangenheit zu den Spitzenvereinen Englands zählte – zu „The People’s Club“ (deutsch: ‚Verein des Volkes‘) zu machen. Diese Phrase wurde im weiteren Verlauf als eine Art offizielle Vereinsbezeichnung übernommen.
Nachdem der FC Everton in der Premier League 2003/04 den Abstieg als 17. knapp vermeiden konnte, wurde der Verein im Voraus der Saison 2004/2005 von vielen Experten als Abstiegskandidat gehandelt. Umso überraschender war es dann, dass der Verein unter der Führung von Moyes einen Höhenflug startete und während der gesamten Spielzeit auf den vordersten Tabellenplätzen rangierte. Am Ende erreichte Everton den vierten Platz und die Qualifikation zur UEFA Champions League. Moyes erhielt persönlich aufgrund dieser Leistung die Auszeichnung zum besten Trainer der Saison („LMA Manager of the Year“).
Es folgte jedoch ein schwacher Start in die Saison 2005/06, als man aus dem europäischen Wettbewerb bereits im September 2005 ausschied und nach nur einem Sieg und einem Tor in sieben Meisterschaftsspielen am Tabellenende platziert war. Eine Entlassung von Moyes schien bereits unvermeidlich zu sein, bis dann Everton als erster englischer Verein die Siegesserie des FC Chelsea mit einem Remis stoppen konnte. Es folgte eine kontinuierliche Verbesserung und Moyes wurde im Januar 2006 nach einer Serie von ungeschlagenen Spielen zum besten Trainer des Monats gewählt. Die Möglichkeit, erneut an einem europäischen Wettbewerb teilnehmen zu können, wurde jedoch durch eine erneute schlechte Phase verspielt und Moyes schloss mit seinem Verein die Saison auf dem elften Tabellenplatz ab.
In den darauffolgenden Saisons 2006/07, 2007/08 und 2008/09 qualifizierte sich Everton mit den Platzierungen 6, 5 und 5 wiederholt für den europäischen Wettbewerb. In der Premier League 2009/10 wurde das internationale Geschäft als Tabellenachter um zwei Punkte verpasst. Die Spielzeiten 2010/11 und 2011/12 wurden beide auf dem siebten Rang beendet.

### Manchester United
Im Mai 2013 unterzeichnete Moyes einen Sechsjahresvertrag ab 1. Juli 2013 als Trainer und Nachfolger von Alex Ferguson bei Manchester United. Zwar gewann er mit dem Klub zum Saisonauftakt durch ein 2:0 gegen Wigan Athletic den FA Community Shield, aber nachdem das Team erstmals seit 1995 die Qualifikation für die Champions League verpasst hatte, trennte sich der Klub im April 2014 von Moyes. Für den Rest der Saison übernahm Ryan Giggs als Spielertrainer den vakanten Posten.

### Real Sociedad
Am 10. November 2014 übernahm Moyes den spanischen Erstligisten Real Sociedad. Er unterschrieb beim baskischen Verein einen Vertrag bis zum 30. Juni 2016. Am 9. November 2015 wurde er entlassen.

### AFC Sunderland
Zur Spielzeit 2016/17 übernahm Moyes den Trainerposten beim AFC Sunderland und stieg am Saisonende mit der Mannschaft ab.

### West Ham United
Anfang November 2017 folgte Moyes für den entlassenen Slaven Bilić auf den Trainerstuhl des abstiegsbedrohten Clubs West Ham United. Er schaffte mit dem Klub erfolgreich den Klassenerhalt, sein Vertrag wurde am Saisonende aber nicht verlängert und Moyes verließ den Klub im Mai 2018.
Nachdem sein Nachfolger Manuel Pellegrini Ende Dezember 2019 bei West Ham entlassen worden war, kehrte Moyes zu Neujahr 2020 auf den dortigen Trainerposten zurück. In der Saison 2020/21 qualifizierte sich seine Mannschaft für die UEFA Europa League und schied 2021/22 im Halbfinale gegen Eintracht Frankfurt aus. Moyes wurde in diesem Spiel vom Platz gestellt, da er im Ärger einen Ball scharf auf einen Balljungen geschossen hatte und dessen Kopf nur knapp verfehlte. In der Saison 2022/23 gewann er mit West Ham United die UEFA Conference League mit einem 2:1-Sieg im Finale über den AC Florenz. Im Mai 2024 wurde bekanntgegeben, dass sich nach Ablauf der Saison 2023/24 die Wege von Moyes und West Ham United trennten.

### Rückkehr zum FC Everton
Im Januar 2025 kehrte Moyes nach elfeinhalb Jahren zum FC Everton zurück und wurde Nachfolger von Sean Dyche.

## Titel

### Als Trainer
International
- Conference-League-Sieger: 2023 (West Ham United)

England
- Supercupsieger: 2013 (Manchester United)
- Drittligameister und Aufstieg in die Football League First Division: 2000 (Preston North End)

Individuell
- Englands Fußballtrainer des Jahres (3): 2003, 2005, 2009

### Als Spieler
- Schottischer Meister (2): 1981, 1982 (beide Celtic Glasgow)
- Englischer Viertligameister und Aufstieg in die Football League Second Division: 1996 (Preston North End)
- Sieger der EFL Trophy: 1986 (Bristol City)

## Privates
2025 wurde er zum Officer des Order of the British Empire (OBE) ernannt.